# Tucson Estates
Tucson Estates est une census-designated place (CDP) située dans le comté de Pima, dans l'État de l'Arizona, aux États-Unis.

## Démographie
| 1980  | 1990  | 2000  | 2010   | - | - |
| ----- | ----- | ----- | ------ | - | - |
| 2 814 | 2 662 | 9 755 | 12 192 | - | - |